# Lista de aldeias no Japão
Uma aldeia (村, mura, as vezes son) é uma unidade administrativa local no Japão.
É um órgão público local, juntamente com prefeitura (県, ken, ou outros equivalentes), cidade (市, shi), e vila (町, chō, as vezes machi).  Geograficalmente, a extensão de uma aldeia está contida dentro da prefeitura.
É maior do que um assentamento atual, sendo, na realidade, uma subdivisão de uma zona rural distrito (郡, gun), que são subdivididos em cidades do Japão e aldeias sem sobreposição e sem área descoberta.
Como resultado de fusões, o número de aldeias no Japão está diminuindo.
Atualmente, 13 prefeituras já não possuem aldeias: Tochigi (desde 20 de março de 2006), Fukui (desde 3 de março de 2006), Ishikawa (desde 1 de março de 2005), Shizuoka (desde 1º de julho de 2005), Hyōgo (desde 1 de abril de 1999), Mie (desde 1 de novembro de 2005), Shiga (desde 01 de janeiro de 2005), Hiroshima (desde 5 de novembro de 2004), Yamaguchi (desde 20 de março de 2006), Ehime (desde 16 de janeiro de 2005), Kagawa (desde 1 de abril de 1999), Nagasaki (desde 1 de outubro de 2005), Saga (desde 20 de março de 2006).
As seis aldeias da disputa dos Territórios do Norte não estão incluídos na lista abaixo.

## Aldeias
| Aldeia           | Japonês    | Prefeitura | Distrito          | Área   |
| ---------------- | ---------- | ---------- | ----------------- | ------ |
| Shinshinotsu     | 新篠津村   | Hokkaido   | Ishikari          | 78.04  |
| Shimamaki        | 島牧村     | Hokkaido   | Shimamaki         | 437.18 |
| Makkari          | 真狩村     | Hokkaido   | Abuta             | 114.25 |
| Rusutsu          | 留寿都村   | Hokkaido   | Abuta             | 119.84 |
| Tomari           | 泊村       | Hokkaido   | Furuu             | 82.28  |
| Kamoenai         | 神恵内村   | Hokkaido   | Furuu             | 147.80 |
| Akaigawa         | 赤井川村   | Hokkaido   | Yoichi            | 280.09 |
| Shimukappu       | 占冠村     | Hokkaido   | Yūfutsu           | 571.41 |
| Otoineppu        | 音威子府村 | Hokkaido   | Nakagawa (Teshio) | 275.63 |
| Shosanbetsu      | 初山別村   | Hokkaido   | Tomamae           | 279.51 |
| Sarufutsu        | 猿払村     | Hokkaido   | Sōya              | 589.97 |
| Nishiokoppe      | 西興部村   | Hokkaido   | Monbetsu          | 308.08 |
| Nakasatsunai     | 中札内村   | Hokkaido   | Kasai             | 292.58 |
| Sarabetsu        | 更別村     | Hokkaido   | Kasai             | 176.90 |
| Tsurui           | 鶴居村     | Hokkaido   | Akan              | 571.80 |
| Yomogita         | 蓬田村     | Aomori     | Higashitsugaru    | 80.65  |
| Nishimeya        | 西目屋村   | Aomori     | Nakatsugaru       | 246.02 |
| Inakadate        | 田舎館村   | Aomori     | Minamitsugaru     | 22.35  |
| Rokkasho         | 六ヶ所村   | Aomori     | Kamikita          | 252.68 |
| Higashidōri      | 東通村     | Aomori     | Shimokita         | 295.27 |
| Kazamaura        | 風間浦村   | Aomori     | Shimokita         | 69.55  |
| Sai              | 佐井村     | Aomori     | Shimokita         | 135.04 |
| Shingō           | 新郷村     | Aomori     | Sannohe           | 150.77 |
| Tanohata         | 田野畑村   | Iwate      | Shimohei          | 156.19 |
| Fudai            | 普代村     | Iwate      | Shimohei          | 69.66  |
| Noda             | 野田村     | Iwate      | Kunohe            | 80.80  |
| Kunohe           | 九戸村     | Iwate      | Kunohe            | 134.02 |
| Ōhira            | 大衡村     | Miyagi     | Kurokawa          | 60.32  |
| Kamikoani        | 上小阿仁村 | Akita      | Kitaakita         | 256.72 |
| Ōgata            | 大潟村     | Akita      | Minamiakita       | 170.11 |
| Higashinaruse    | 東成瀬村   | Akita      | Ogachi            | 203.69 |
| Ōkura            | 大蔵村     | Yamagata   | Mogami            | 211.63 |
| Sakegawa         | 鮭川村     | Yamagata   | Mogami            | 122.14 |
| Tozawa           | 戸沢村     | Yamagata   | Mogami            | 261.31 |
| Ōtama            | 大玉村     | Fukushima  | Adachi            | 79.44  |
| Ten'ei           | 天栄村     | Fukushima  | Iwase             | 225.52 |
| Hinoemata        | 檜枝岐村   | Fukushima  | Minamiaizu        | 390.46 |
| Kitashiobara     | 北塩原村   | Fukushima  | Yama              | 234.08 |
| Yugawa           | 湯川村     | Fukushima  | Kawanuma          | 16.37  |
| Shōwa            | 昭和村     | Fukushima  | Ōnuma             | 209.46 |
| Nishigō          | 西郷村     | Fukushima  | Nishishirakawa    | 192.06 |
| Izumizaki        | 泉崎村     | Fukushima  | Nishishirakawa    | 35.43  |
| Nakajima         | 中島村     | Fukushima  | Nishishirakawa    | 18.92  |
| Samegawa         | 鮫川村     | Fukushima  | Higashishirakawa  | 131.34 |
| Tamakawa         | 玉川村     | Fukushima  | Ishikawa          | 46.67  |
| Hirata           | 平田村     | Fukushima  | Ishikawa          | 93.42  |
| Kawauchi         | 川内村     | Fukushima  | Futaba            | 197.35 |
| Katsurao         | 葛尾村     | Fukushima  | Futaba            | 84.37  |
| Iitate           | 飯舘村     | Fukushima  | Sōma              | 230.13 |
| Tōkai            | 東海村     | Ibaraki    | Naka              | 37.98  |
| Miho             | 美浦村     | Ibaraki    | Inashiki          | 66.61  |
| Shintō           | 榛東村     | Gunma      | Kitagunma         | 27.92  |
| Ueno             | 上野村     | Gunma      | Tano              | 181.85 |
| Nanmoku          | 南牧村     | Gunma      | Kanra             | 118.83 |
| Tsumagoi         | 嬬恋村     | Gunma      | Agatsuma          | 337.58 |
| Takayama         | 高山村     | Gunma      | Agatsuma          | 64.18  |
| Katashina        | 片品村     | Gunma      | Tone              | 391.76 |
| Kawaba           | 川場村     | Gunma      | Tone              | 85.25  |
| Shōwa            | 昭和村     | Gunma      | Tone              | 64.14  |
| Higashichichibu  | 東秩父村   | Saitama    | Chichibu          | 37.06  |
| Chōsei           | 長生村     | Chiba      | Chōsei            | 28.29  |
| Hinohara         | 檜原村     | Tóquio     | Nishitama         | 105.41 |
| Toshima          | 利島村     | Tóquio     | (Ōshima)          | 4.12   |
| Niijima          | 新島村     | Tóquio     | (Ōshima)          | 27.52  |
| Kōzushima        | 神津島村   | Tóquio     | (Ōshima)          | 18.58  |
| Miyake           | 三宅村     | Tóquio     | (Miyake)          | 55.27  |
| Mikurajima       | 御蔵島村   | Tóquio     | (Miyake)          | 20.54  |
| Aogashima        | 青ヶ島村   | Tóquio     | (Hachijō)         | 5.96   |
| Ogasawara        | 小笠原村   | Tóquio     | (Ogasawara)       | 104.35 |
| Kiyokawa         | 清川村     | Kanagawa   | Aikō              | 71.24  |
| Yahiko           | 弥彦村     | Niigata    | Nishikanbara      | 25.17  |
| Kariwa           | 刈羽村     | Niigata    | Kariwa            | 26.27  |
| Sekikawa         | 関川村     | Niigata    | Iwafune           | 299.61 |
| Awashimaura      | 粟島浦村   | Niigata    | Iwafune           | 9.78   |
| Funahashi        | 舟橋村     | Toyama     | Nakaniikawa       | 3.47   |
| Dōshi            | 道志村     | Yamanashi  | Minamitsuru       | 79.68  |
| Oshino           | 忍野村     | Yamanashi  | Minamitsuru       | 25.05  |
| Yamanakako       | 山中湖村   | Yamanashi  | Minamitsuru       | 53.05  |
| Narusawa         | 鳴沢村     | Yamanashi  | Minamitsuru       | 89.58  |
| Kosuge           | 小菅村     | Yamanashi  | Kitatsuru         | 52.78  |
| Tabayama         | 丹波山村   | Yamanashi  | Kitatsuru         | 101.30 |
| Kawakami         | 川上村     | Nagano     | Minamisaku        | 209.61 |
| Minamimaki       | 南牧村     | Nagano     | Minamisaku        | 133.09 |
| Minamiaiki       | 南相木村   | Nagano     | Minamisaku        | 66.05  |
| Kitaaiki         | 北相木村   | Nagano     | Minamisaku        | 56.32  |
| Aoki             | 青木村     | Nagano     | Chiisagata        | 57.10  |
| Hara             | 原村       | Nagano     | Suwa              | 43.26  |
| Minamiminowa     | 南箕輪村   | Nagano     | Kamiina           | 40.99  |
| Nakagawa         | 中川村     | Nagano     | Kamiina           | 77.05  |
| Miyada           | 宮田村     | Nagano     | Kamiina           | 54.50  |
| Achi             | 阿智村     | Nagano     | Shimoina          | 214.43 |
| Hiraya           | 平谷村     | Nagano     | Shimoina          | 77.37  |
| Neba             | 根羽村     | Nagano     | Shimoina          | 89.97  |
| Shimojō          | 下條村     | Nagano     | Shimoina          | 38.12  |
| Urugi            | 売木村     | Nagano     | Shimoina          | 43.43  |
| Tenryū           | 天龍村     | Nagano     | Shimoina          | 109.44 |
| Yasuoka          | 泰阜村     | Nagano     | Shimoina          | 64.59  |
| Takagi           | 喬木村     | Nagano     | Shimoina          | 66.61  |
| Toyooka          | 豊丘村     | Nagano     | Shimoina          | 76.79  |
| Ōshika           | 大鹿村     | Nagano     | Shimoina          | 248.28 |
| Kiso             | 木祖村     | Nagano     | Kiso              | 140.50 |
| Ōtaki            | 王滝村     | Nagano     | Kiso              | 310.82 |
| Ōkuwa            | 大桑村     | Nagano     | Kiso              | 234.47 |
| Omi              | 麻績村     | Nagano     | Higashichikuma    | 34.38  |
| Ikusaka          | 生坂村     | Nagano     | Higashichikuma    | 39.05  |
| Yamagata         | 山形村     | Nagano     | Higashichikuma    | 24.98  |
| Asahi            | 朝日村     | Nagano     | Higashichikuma    | 70.62  |
| Chikuhoku        | 筑北村     | Nagano     | Higashichikuma    | 99.47  |
| Matsukawa        | 松川村     | Nagano     | Kitaazumi         | 47.07  |
| Hakuba           | 白馬村     | Nagano     | Kitaazumi         | 189.36 |
| Otari            | 小谷村     | Nagano     | Kitaazumi         | 267.91 |
| Takayama         | 高山村     | Nagano     | Kamitakai         | 98.56  |
| Kijimadaira      | 木島平村   | Nagano     | Shimotakai        | 99.32  |
| Nozawaonsen      | 野沢温泉村 | Nagano     | Shimotakai        | 57.96  |
| Ogawa            | 小川村     | Nagano     | Kamiminochi       | 58.11  |
| Sakae            | 栄村       | Nagano     | Shimominochi      | 271.66 |
| Higashishirakawa | 東白川村   | Gifu       | Kamo              | 87.09  |
| Shirakawa        | 白川村     | Gifu       | Ōno               | 356.64 |
| Tobishima        | 飛島村     | Aichi      | Ama               | 22.42  |
| Toyone           | 豊根村     | Aichi      | Kitashitara       | 155.88 |
| Minamiyamashiro  | 南山城村   | Kyoto      | Sōraku            | 64.11  |
| Chihayaakasaka   | 千早赤阪村 | Osaka      | Minamikawachi     | 37.30  |
| Yamazoe          | 山添村     | Nara       | Yamabe            | 66.52  |
| Soni             | 曽爾村     | Nara       | Uda               | 47.76  |
| Mitsue           | 御杖村     | Nara       | Uda               | 79.58  |
| Asuka            | 明日香村   | Nara       | Takaichi          | 24.10  |
| Kurotaki         | 黒滝村     | Nara       | Yoshino           | 47.70  |
| Tenkawa          | 天川村     | Nara       | Yoshino           | 175.66 |
| Nosegawa         | 野迫川村   | Nara       | Yoshino           | 154.90 |
| Totsukawa        | 十津川村   | Nara       | Yoshino           | 672.38 |
| Shimokitayama    | 下北山村   | Nara       | Yoshino           | 133.39 |
| Kamikitayama     | 上北山村   | Nara       | Yoshino           | 274.22 |
| Kawakami         | 川上村     | Nara       | Yoshino           | 269.26 |
| Higashiyoshino   | 東吉野村   | Nara       | Yoshino           | 131.65 |
| Kitayama         | 北山村     | Wakayama   | Higashimuro       | 48.20  |
| Hiezu            | 日吉津村   | Tottori    | Saihaku           | 4.20   |
| Chibu            | 知夫村     | Shimane    | Oki               | 13.70  |
| Shinjō           | 新庄村     | Okayama    | Maniwa            | 67.11  |
| Nishiawakura     | 西粟倉村   | Okayama    | Aida              | 57.97  |
| Sanagōchi        | 佐那河内村 | Tokushima  | Myōdō             | 42.28  |
| Kitagawa         | 北川村     | Kōchi      | Aki               | 196.73 |
| Umaji            | 馬路村     | Kōchi      | Aki               | 165.48 |
| Geisei           | 芸西村     | Kōchi      | Aki               | 39.60  |
| Ōkawa            | 大川村     | Kōchi      | Tosa              | 95.27  |
| Hidaka           | 日高村     | Kōchi      | Takaoka           | 44.85  |
| Mihara           | 三原村     | Kōchi      | Hata              | 85.37  |
| Tōhō             | 東峰村     | Fukuoka    | Asakura           | 51.97  |
| Aka              | 赤村       | Fukuoka    | Tagawa            | 31.98  |
| Ubuyama          | 産山村     | Kumamoto   | Aso               | 60.81  |
| Nishihara        | 西原村     | Kumamoto   | Aso               | 77.22  |
| Minamiaso        | 南阿蘇村   | Kumamoto   | Aso               | 137.32 |
| Mizukami         | 水上村     | Kumamoto   | Kuma              | 190.96 |
| Sagara           | 相良村     | Kumamoto   | Kuma              | 94.54  |
| Itsuki           | 五木村     | Kumamoto   | Kuma              | 252.92 |
| Yamae            | 山江村     | Kumamoto   | Kuma              | 121.19 |
| Kuma             | 球磨村     | Kumamoto   | Kuma              | 207.58 |
| Himeshima        | 姫島村     | Ōita       | Higashikunisaki   | 6.98   |
| Nishimera        | 西米良村   | Miyazaki   | Koyu              | 271.51 |
| Morotsuka        | 諸塚村     | Miyazaki   | Higashiusuki      | 187.56 |
| Shiiba           | 椎葉村     | Miyazaki   | Higashiusuki      | 537.29 |
| Mishima          | 三島村     | Kagoshima  | Kagoshima         | 31.40  |
| Toshima          | 十島村     | Kagoshima  | Kagoshima         | 101.14 |
| Yamato           | 大和村     | Kagoshima  | Ōshima            | 88.26  |
| Uken             | 宇検村     | Kagoshima  | Ōshima            | 103.07 |
| Kunigami         | 国頭村     | Okinawa    | Kunigami          | 194.80 |
| Ōgimi            | 大宜味村   | Okinawa    | Kunigami          | 63.55  |
| Higashi          | 東村       | Okinawa    | Kunigami          | 81.88  |
| Nakijin          | 今帰仁村   | Okinawa    | Kunigami          | 39.93  |
| Onna             | 恩納村     | Okinawa    | Kunigami          | 50.82  |
| Ginoza           | 宜野座村   | Okinawa    | Kunigami          | 31.30  |
| Ie               | 伊江村     | Okinawa    | Kunigami          | 22.78  |
| Yomitan          | 読谷村     | Okinawa    | Nakagami          | 35.28  |
| Kitanakagusuku   | 北中城村   | Okinawa    | Nakagami          | 11.54  |
| Nakagusuku       | 中城村     | Okinawa    | Nakagami          | 15.53  |
| Tokashiki        | 渡嘉敷村   | Okinawa    | Shimajiri         | 19.23  |
| Zamami           | 座間味村   | Okinawa    | Shimajiri         | 16.74  |
| Aguni            | 粟国村     | Okinawa    | Shimajiri         | 7.65   |
| Tonaki           | 渡名喜村   | Okinawa    | Shimajiri         | 3.87   |
| Minamidaitō      | 南大東村   | Okinawa    | Shimajiri         | 30.53  |
| Kitadaitō        | 北大東村   | Okinawa    | Shimajiri         | 13.09  |
| Iheya            | 伊平屋村   | Okinawa    | Shimajiri         | 21.82  |
| Izena            | 伊是名村   | Okinawa    | Shimajiri         | 15.42  |
| Tarama           | 多良間村   | Okinawa    | Miyako            | 21.99  |